# Frederikslust
Frederikslust was een koffieplantage in Suriname, dat in het district Commewijne lag, aan het verlengde van de Warappakreek; het Warappakanaal.

## Geschiedenis
De plantage van 500 akkers werd in 1758 aangelegd door Johan Friedrich Andree, afkomstig uit Grenzhausen waar zijn vader predikant was. De plantage had in het Sranantongo de naam “Andree njan joe oppo” (Nederlands: André eet je op). In 1780 en 1788 werd de plantage flink uitgebreid tot 1037 akkers en werd er, zoals de meeste plantages in dit gebied, ook katoen verbouwd.
Na het overlijden van Johan Friedrich komt de plantage in bezit van zijn echtgenote, Anna van Bijland. De plantage werd later verdeeld onder de erfgenamen. In 1843 waren dit Anton Wharton White, voormalig administrateur van de plantage en getrouwd met Elisabeth, dochter van Marinus Peter. Een andere schoonzoon/eigenaar was Joachim Cooper Hayward die getrouwd was met Anna Maria Catharina. Een andere Hayward, kapitein Isaac Johnson Thomas, was getrouwd met Maria Elizabeth Lemmers, de weduwe van Marinus Pieter. De peetzoon van Johan Friedrich, Johan Frederik Hubert, was een andere eigenaar. Op dat moment was de plantage in volle bloei en een van de rijkste in Suriname. Er werkten toen 237 slaven.
Bij de emancipatie in 1863 was de eigenaar Wilhelm Eduard Rühmann. Deze was op dat moment eigenaar van de plantages Vierkinderen aan de Para, Groot Cuylenburg aan de Cottica, Halle in Saxen aan de Waymoekreek, Nieuwhoop en Pieterszorg aan de Commewijne en Waterland aan de Surinamerivier. Er werden op Frederikslust 85 slaven vrijgemaakt. Na zijn overlijden in 1872 werd de plantage het volgende jaar door zijn weduwe verkocht aan Alexander Stirling die een vergunning kreeg om er in 1875 een winkel te beginnen.
A la bonne heure · Anna's Zorg · Akkerboom · Alliance · Alkmaar · Andresa · Auka · Andreesgift · Bantaskine · Barbados · Batavia · Beekenhorst · Belladrum · Bellevue · Belwaarde · Beninenburg · Berg en Dal · Bergen op Zoom · Berlijn (Commewijne) · Berlijn (Para) · Bethlehem · Boksweide · Boston · Botany Bay · Boxel · Bronswijk · Brouwerslust · Bruinendaal · Bucklebury · Buitenrust · Burnside · Cadrosspark · Caledonia · Campenburg · Cannewapibo · Catharina Sophia · Clevia  · Cliffort-Kokshoven · Clyde · Concordia · Concordia en een Kwart Lot · Courcabo · De Dageraad · De Goede Vriendschap · De Resolutie · De Vier Hendrikken · Diamond · Dijkveld · Domburg · Dordrecht · Eendragt · Elisabeth's Hoop · Ellen · L'Espérance (Nickerierivier) · L'Espérance (Surinamerivier) · Esthersrust · Fairfield · Fortuin · Flora · Florentia · Frederiksburg · Frederiksdorp · Frederikslust · Geertruidenberg · Geyersvlijt · Glensander · Gloria · Groot Chatillon · Groot Marseille · Guadeloupe · Hague · Hamburg · Hamilton · Hamptoncourt · Hannover · Hazard · Hebron · Hecht en Sterk · Hooyland · Hope · Houttuin · Huntly · Huwelijkszorg · Inverness · Jagtlust · Jodensavanne · Johan & Margaretha · Johanna Catharina · Johanna Maria · Johannesburg · John · Katwijk · Kent · Kerkshoven · Killenstein · Klein Bellevue · Kleinhoop · Krappahoek · Kroonenburg · Kwatta · La Jalousie · La Prosperité · La Rencontre · La Ressource (Saramacca) · La Ressource (Surinamerivier) · La Singularité · Laarwijk · Leasowes · Leliëndaal · Leonsberg · Livorno · Longmay · Lunenburg · Lust en Rust · Lustrijk · Maasstroom · Margarethenburg · Maria Petronella · Mariënbosch · Mariënburg · Margaretha's Gift · Mary's Hope · Meerzorg · Merveille · Moed en Kommer · Mon Bijou · Mon Souci · Mon Trésor · Monnikendam · Mopentibo · Morgenster · Moy · Nieuw Mocha · Nieuwzorg · Nieuwe Aanleg · De Nieuwe Grond · Nijd en Spijt · Novar · Nursery · Nut en Schadelijk · Onoribo · Onverwacht · Oranibo · Ornamibo · Overbrug · Overtoom 
· Oxford · Palestina · Paradise · Persévérance · Petersburg · Picardië · Peperpot · Pieterszorg · Plaisance · Poelwijk · Potosie · Purmerend · Reijnsdorp · Reijnsfort · Rijnberk · Roosenburg · Rorac · Rust en Werk · Rustenburg · Saltzhalen · Sans Souci · Saphir · Sarah · Sardam · Schaapstede · Schoonoord · Sinabo en Gelre · Sint Barbara · Sint Eustatius · Slootwijk · Sorgvliet · Spieringshoek · Standvastigheid · Suidwijn · Suzanna's Daal · Toevlugt (Surinamerivier) · Tout Lui Faut · Toledo · Totness · Tyronne · 't Vertrouwen · Victoria · Vierkinderen · Visserszorg · Voorburg · Voorzorg (Saramacca) · Vossenburg · Vredenburg · Vriendsbeleid en Ouderzorg · Vreeland · Waltonhall · Waldijk · Waterloo · Wederzorg · Welbedacht · Welgelegen (Commewijne) · Welgelegen (Coronie) · Welgevallen · Weltevreden · Wolffs Capoerica · Wolfenbüttel · 't Ylant · Zoelen · Zorg en Hoop (hout) · Zorg en Hoop (indigo) · Zorg en Hoop (katoen) · Zorg en Hoop (suiker)